# Priscilla Cooper Tyler
Elizabeth Priscilla Cooper Tyler (New York, 14 giugno 1816 – Montgomery, 29 dicembre 1889) era la nuora di John Tyler, il decimo presidente degli Stati Uniti, e come tale servì come hostess ufficiale della Casa Bianca e first lady degli Stati Uniti dal settembre 1842 al giugno 1844.

## Biografia

### Primi anni di vita
Cooper nacque a New York nel 1816. Suo padre, Thomas Apthorpe Cooper, era un attore e produttore teatrale di successo. Sua madre, Mary Fairlie Cooper, era una socialite di New York. Il nonno materno di Cooper, James Fairlie (1757-1830), era un veterano della guerra d'indipendenza americana. Cooper iniziò a lavorare come attrice all'età di 17 anni. La famiglia aveva successo nel proprio campo e i suoi membri furono benestanti fino a quando la loro fortuna andò persa nel panico del 1837. La famiglia perse la casa a Broadway e ad un certo punto si ridusse a nutrirsi di ravanelli e fragole. 

### Matrimonio con John Tyler
Mentre interpretava Desdemona in una produzione di Otello a Richmond, in Virginia, incontrò Robert Tyler, il figlio maggiore del ricco proprietario di piantagioni ed ex senatore degli Stati Uniti John Tyler. Nell'America del XIX secolo, la recitazione era considerata una professione scandalosa e le attrici avevano una scarsa posizione sociale. L'aggiunta dei problemi finanziari dei Cooper sembrava cospirare per rendere improbabile qualsiasi relazione tra i due. Nonostante le loro differenze sociali, la coppia si sposò a Bristol, in Pennsylvania, il 12 settembre 1839. Dopo il matrimonio, la coppia si trasferì a Williamsburg  per vivere con la famiglia di Robert, dove John e Letitia Tyler la accolsero calorosamente nella famiglia Tyler. Priscilla Tyler instaurò un rapporto confidenziale con suo suocero e la loro stima crebbe rapidamente. John Tyler le permise di aprire un conto in ogni negozio di Williamsburg. Sviluppò un legame stretto anche con sua suocera Letitia Tyler.
Insieme, Robert e Priscilla Tyler ebbero otto figli: Mary Fairlei Tyler (1840–1845), che morì in età infantile; Letizia Christian Tyler (1842-1924); John Tyler (1844–1845), che morì in tenera età; Grazia Rae Tyler Scott (1845-1919); Priscilla Cooper Tyler Goodwyn (1849-1936); Elizabeth Tyler Foster (1852–1928); Julia Campbell Tyler Tyson (1854–1884); Roberto Tyler (1857-1939). Cooper Tyler subì anche otto aborti spontanei.

### First lady

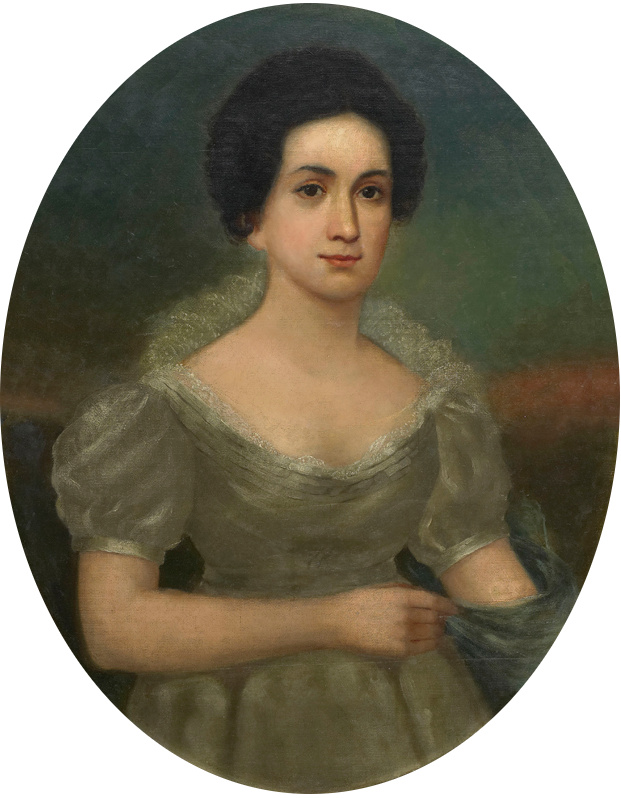
Ritratto a olio di Letitia Tyler, che Priscilla Cooper fu chiamata a coprire nel ruolo di first lady

John Tyler fu il candidato vincente per la carica di vicepresidente degli Stati Uniti nelle elezioni del 1840. Dopo la morte improvvisa del presidente William Henry Harrison appena un mese dopo essere entrato in carica, John Tyler divenne presidente degli Stati Uniti.
Quando John Tyler assunse la presidenza, sua moglie Letitia versava in uno stato di semi-invalidità. Il ruolo della first lady come hostess della Casa Bianca fu così delegato a Priscilla Tyler. Avendo solo 25 anni, la sua giovane età fu considerata un vantaggio, e lei stessa accolse con favore l'opportunità di fare gli onori di casa nella residenza presidenziale.
Tyler si assicurò che venissero tenuti con regolarità eventi sociali presso la Casa Bianca quando lei ne aveva la responsabilità. Organizzò piccole cene due volte alla settimana durante le sessioni del Congresso, e organizzò una volta al mese feste più importanti con circa mille invitati alla volta. Inoltre introdusse i concerti della United States Marine Band sul prato meridionale della Casa Bianca.
Lavorò con la precedente first lady Dolley Madison per prepararsi al meglio per il suo ruolo, e imparò a farsi largo nella vita sociale di Washington a dispetto di una crescente polarizzazione politica. Il suo stato di "supplente" rifletteva un trend più generale dell'epoca pre-bellica, in cui i membri femminili più giovani della famiglia figuravano in rappresentanza delle mogli dei presidenti. Grazie al suo ruolo significativo nella Casa Bianca, nell'analisi storica il suo incarico come first lady è considerato più significativo rispetto a quello della stessa Letitia Tyler.
Tyler era tenuta in grande considerazione dalla maggior parte dei contemporanei, tanto in patria quanto all'estero. Fu descritta come estroversa, attraente, intelligente e sagace. Fu altresì la prima donna nel ruolo di first lady a viaggiare con il presidente come membro ufficiale della delegazione presidenziale, accompagnando John Tyler a Boston per l'inaugurazione del monumento di Bunker nel giugno 1843.
Priscilla e Robert Tyler si trasferirono a Filadelfia nel marzo 1844, lasciando Letitia Tyler-Semple nel ruolo di first lady supplente. Il presidente Tyler si sarebbe risposato nel giugno 1844 e la sua nuova moglie Julia Gardiner Tyler sarebbe diventata first lady.

### Ultimi anni
Dopo aver lasciato la Casa Bianca, i Tyler risiedettero a Philadelphia fino allo scoppio della guerra civile americana. Robert lavorava nel campo della giurisprudenza ed era un membro attivo del Partito Democratico. Dopo l'inizio della guerra civile, i Tyler si trasferirono in Virgina, dove Robert divenne contabile del Tesoro dei Confederati. Dopo la guerra, Robert lavorò in un quotidiano di Montgomery, in Alabama; Priscilla Tyler rimase in città anche dopo la morte del marito nel 1877, permanendoci fino alla propria morte.
I documenti della famiglia Tyler, compresi quelli di Priscilla Cooper Tyler, sono conservati presso il Special Collections Research Center del College of William and Mary.